# Campeonato Paranaense
El Campeonato Paranaense es el campeonato de fútbol estatal del estado de Paraná, Brasil. El club con más títulos es el Coritiba FC con treinta y nueve.

## Equipos participantes 2025
| Club                 | Ciudad               | En 2024           | Estadio            | Capacidad |
| -------------------- | -------------------- | ----------------- | ------------------ | --------- |
| Andraus              | Campo Largo          | 9.º               | Vila Capanema      | 20.083    |
| Athletico Paranaense | Curitiba             | 1.º               | Arena da Baixada   | 42.372    |
| Azuriz               | Pato Branco          | 6.º               | Os Pioneiros       | 1.500     |
| FC Cascavel          | Cascavel             | 5.º               | Olímpico Regional  | 28.125    |
| Cianorte             | Cianorte             | 8.º               | Albino Turbay      | 3.000     |
| Coritiba             | Curitiba             | 3.º               | Couto Pereira      | 40.502    |
| Londrina             | Londrina             | 7.º               | Estadio do Café    | 30.000    |
| Maringá              | Maringá              | 2.º               | Willie Davids      | 21.000    |
| Operário Ferroviário | Ponta Grossa         | 4.º               | Germano Krüger     | 8.620     |
| Paraná               | Curitiba             | 1.º (2.ª Divisão) | Vila Capanema      | 17.140    |
| Rio Branco           | Paranaguá            | 2.º (2.ª Divisão) | Gigante do Itiberê | 12.218    |
| São-Joseense         | São José dos Pinhais | 8.º lugar         | Estádio do Pinhão  | 4.047     |

## Campeones
| Temporada | Campeón                      | Subcampeón                    |
| --------- | ---------------------------- | ----------------------------- |
| 1915      | Internacional de Curitiba    | Paraná SC                     |
| 1916      | Coritiba                     | Britânia                      |
| 1917      | América                      | Coritiba                      |
| 1918      | Britânia                     | Coritiba                      |
| 1919      | Britânia                     | Coritiba                      |
| 1920      | Britânia                     | Coritiba                      |
| 1921      | Britânia                     | Palestra Itália               |
| 1922      | Britânia                     | Savóia                        |
| 1923      | Britânia                     | Operário Ferroviário          |
| 1924      | Palestra Itália              | Coritiba Operário Ferroviário |
| 1925      | Atlético Paranaense          | Savóia Operário Ferroviário   |
| 1926      | Palestra Itália              | Savóia                        |
| 1927      | Coritiba                     | Atlético Paranaense           |
| 1928      | Britânia                     | Atlético Paranaense           |
| 1929      | Atlético Paranaense          | Operário Ferroviário          |
| 1930      | Atlético Paranaense          | Operário Ferroviário          |
| 1931      | Coritiba                     | Guarani                       |
| 1932      | Palestra Itália              | Operário Ferroviário          |
| 1933      | Coritiba                     | Nova Rússia                   |
| 1934      | Atlético Paranaense          | Operário Ferroviário          |
| 1935      | Coritiba                     | Olinda                        |
| 1936      | Atlético Paranaense          | Operário Ferroviário          |
| 1937      | Ferroviário                  | Operário Ferroviário          |
| 1938      | Ferroviário                  | Operário Ferroviário          |
| 1939      | Coritiba                     | Pinheiral                     |
| 1940      | Atlético Paranaense          | Operário Ferroviário          |
| 1941      | Coritiba                     | Atlético Paranaense           |
| 1942      | Coritiba                     | Ferroviário                   |
| 1943      | Atlético Paranaense          | Coritiba                      |
| 1944      | Ferroviário                  | Coritiba                      |
| 1945      | Atlético Paranaense          | Coritiba                      |
| 1946      | Coritiba                     | Ferroviário                   |
| 1947      | Coritiba                     | Ferroviário                   |
| 1948      | Ferroviário                  | Atlético Paranaense           |
| 1949      | Atlético Paranaense          | Ferroviário                   |
| 1950      | Ferroviário                  | Coritiba                      |
| 1951      | Coritiba                     | Jacarezinho                   |
| 1952      | Coritiba                     | Palestra Itália               |
| 1953      | Ferroviário                  | Cambaraense                   |
| 1954      | Coritiba                     | Jacarezinho                   |
| 1955      | Monte Alegre                 | Ferroviário                   |
| 1956      | Coritiba                     | Guarani                       |
| 1957      | Coritiba                     | Ferroviário                   |
| 1958      | Atlético Paranaense          | Operário Ferroviário          |
| 1959      | Coritiba                     | Londrina                      |
| 1960      | Coritiba                     | Mandaguari                    |
| 1961      | Comercial                    | Operário Ferroviário          |
| 1962      | Londrina                     | Coritiba                      |
| 1963      | Grêmio Maringá               | Ferroviário                   |
| 1964      | Grêmio Maringá               | Seleto                        |
| 1965      | Ferroviário                  | Grêmio Maringá                |
| 1966      | Ferroviário                  | União Bandeirante             |
| 1967      | Água Verde                   | Grêmio Maringá                |
| 1968      | Coritiba                     | Atlético Paranaense           |
| 1969      | Coritiba                     | Ferroviário                   |
| 1970      | Atlético Paranaense          | Coritiba                      |
| 1971      | Coritiba                     | União Bandeirante             |
| 1972      | Coritiba                     | Atlético Paranaense           |
| 1973      | Coritiba                     | Atlético Paranaense           |
| 1974      | Coritiba                     | Atlético Paranaense Colorado  |
| 1975      | Coritiba                     | Colorado                      |
| 1976      | Coritiba                     | Colorado                      |
| 1977      | Grêmio Maringá               | Coritiba                      |
| 1978      | Coritiba                     | Atlético Paranaense           |
| 1979      | Coritiba                     | Colorado                      |
| 1980      | Cascavel EC Colorado         | Londrina                      |
| 1981      | Londrina                     | Grêmio Maringá                |
| 1982      | Atlético Paranaense          | Colorado                      |
| 1983      | Atlético Paranaense          | Coritiba                      |
| 1984      | Pinheiros                    | Coritiba                      |
| 1985      | Atlético Paranaense          | Pinheiros                     |
| 1986      | Coritiba                     | Pinheiros                     |
| 1987      | Pinheiros                    | Atlético Paranaense           |
| 1988      | Atlético Paranaense          | Pinheiros                     |
| 1989      | Coritiba                     | União Bandeirante             |
| 1990      | Atlético Paranaense          | Coritiba                      |
| 1991      | Paraná Clube                 | Atlético Paranaense           |
| 1992      | Londrina                     | União Bandeirante             |
| 1993      | Paraná Clube                 | Londrina                      |
| 1994      | Paraná Clube                 | Londrina                      |
| 1995      | Paraná Clube                 | Coritiba                      |
| 1996      | Paraná Clube                 | Coritiba                      |
| 1997      | Paraná Clube                 | Atlético Paranaense           |
| 1998      | Atlético Paranaense          | Coritiba                      |
| 1999      | Coritiba                     | Paraná Clube                  |
| 2000      | Atlético Paranaense          | Coritiba                      |
| 2001      | Atlético Paranaense          | Paraná Clube                  |
| 2002      | Atlético Paranaense Iraty SC | Paraná Clube Grêmio Maringá   |
| 2002      | Atlético Paranaense          | Paraná Clube                  |
| 2003      | Coritiba                     | Paranavaí                     |
| 2004      | Coritiba                     | Atlético Paranaense           |
| 2005      | Atlético Paranaense          | Coritiba                      |
| 2006      | Paraná Clube                 | ADAP                          |
| 2007      | Paranavaí                    | Paraná Clube                  |
| 2008      | Coritiba                     | Atlético Paranaense           |
| 2009      | Atlético Paranaense          | J. Malucelli                  |
| 2010      | Coritiba                     | Atlético Paranaense           |
| 2011      | Coritiba                     | Atlético Paranaense           |
| 2012      | Coritiba                     | Atlético Paranaense           |
| 2013      | Coritiba                     | Atlético Paranaense           |
| 2014      | Londrina                     | Maringá FC                    |
| 2015      | Operário Ferroviário         | Coritiba                      |
| 2016      | Atlético Paranaense          | Coritiba                      |
| 2017      | Coritiba                     | Atlético Paranaense           |
| 2018      | Atlético Paranaense          | Coritiba                      |
| 2019      | Athletico Paranaense         | Toledo                        |
| 2020      | Athletico Paranaense         | Coritiba                      |
| 2021      | Londrina                     | FC Cascavel                   |
| 2022      | Coritiba                     | Maringá FC                    |
| 2023      | Athletico Paranaense         | FC Cascavel                   |
| 2024      | Athletico Paranaense         | Maringá FC                    |
| 2025      | Operário Ferroviário         | Maringá FC                    |

## Títulos por club
| Club                                | Campeón | Años campeón | Subcampeón | Años subcampeón |
| ----------------------------------- | ------- | --- | ---------- | --- |
| Coritiba (Curitiba)                 | 39      | 1916, 1927, 1931, 1933, 1935, 1939, 1941, 1942, 1946, 1947, 1951, 1952, 1954, 1956, 1957, 1959, 1960, 1968, 1969, 1971, 1972, 1973, 1974, 1975, 1976, 1978, 1979, 1986, 1989, 1999, 2003, 2004, 2008, 2010, 2011, 2012, 2013, 2017, 2022 | 23         | 1919, 1920, 1924, 1936, 1943, 1944, 1945, 1950, 1962, 1970, 1977, 1983, 1984, 1990, 1995, 1996, 1998, 2000, 2005, 2015, 2016, 2018, 2020 |
| Athletico Paranaense (Curitiba)     | 28      | 1925, 1929, 1930, 1934, 1936, 1940, 1943, 1945, 1949, 1958, 1970, 1982, 1983, 1985, 1988, 1990, 1998, 2000, 2001, 2002, 2005, 2009, 2016, 2018, 2019, 2020, 2023, 2024                                                                   | 19         | 1926, 1927, 1928, 1948, 1968, 1972, 1973, 1974, 1978, 1987, 1991, 1997, 2004, 2008, 2010, 2011, 2012, 2013, 2017                         |
| Ferroviário (Curitiba) *            | 8       | 1937, 1938, 1944, 1948, 1950, 1953, 1965, 1966 | 7          | 1942, 1946, 1947, 1949, 1955, 1957, 1963                                                                                                 |
| Paraná Clube (Curitiba)             | 7       | 1991, 1993, 1994, 1995, 1996, 1997, 2006 | 4          | 1999, 2001, 2002, 2007 |
| Britânia (Curitiba) *               | 7       | 1918, 1919, 1920, 1921, 1922, 1923, 1928 | 1          | 1916 |
| Londrina (Londrina)                 | 5       | 1962, 1981, 1992, 2014, 2021 | 4          | 1959, 1980, 1993, 1994 |
| Grêmio Maringá (Maringá)            | 3       | 1963, 1964, 1977 | 4          | 1965, 1967, 1981, 2002 |
| Palestra Itália (Curitiba) *        | 3       | 1924, 1926, 1932 | 2          | 1921, 1952 |
| Operário Ferroviário (Ponta Grossa) | 2       | 2015, 2025 | 14         | 1923, 1924, 1925, 1926, 1929, 1930, 1932, 1934, 1936, 1937, 1938, 1940, 1958, 1961                                                       |
| Pinheiros (Curitiba) *              | 2       | 1984, 1987 | 3          | 1985, 1986, 1988 |
| Colorado (Curitiba) *               | 1       | 1980 | 5          | 1974, 1975, 1976, 1979, 1982 |
| Internacional (Curitiba) *          | 1       | 1915 | 2          | 1917, 1918 |
| Paranavaí (Paranavaí)               | 1       | 2007 | 1          | 2003 |
| Água Verde (Curitiba) *             | 1       | 1967 | -          | |
| América (Curitiba) *                | 1       | 1917 | -          | |
| Cascavel EC (Cascavel) *            | 1       | 1980 | -          | |
| Comercial (Cornélio Procópio)       | 1       | 1961 | -          | |
| Iraty (Irati)                       | 1       | 2002 | -          | |
| Monte Alegre (Telêmaco Borba) *     | 1       | 1955 | -          | |
| União Bandeirante (Bandeirantes)    | -       | | 5          | 1966, 1969, 1971, 1989, 1992 |
| Maringá FC (Maringá)                | -       | | 4          | 2014, 2022, 2024, 2025 |
| Jacarezinho (Jacarezinho)           | -       | | 3          | 1941, 1951, 1954 |
| Guarani (Ponta Grossa) *            | -       | | 2          | 1931, 1956 |
| Savoia (Curitiba) *                 | -       | | 2          | 1922, 1925 |
| FC Cascavel (Cascavel)              | -       | | 2          | 2021, 2023 |
| Paraná SC (Curitiba) *              | -       | | 1          | 1915 |
| Nova Rússia (Ponta Grossa) *        | -       | | 1          | 1933 |
| Olinda (Ponta Grossa) *             | -       | | 1          | 1935 |
| Pinheiral (Palmeira) *              | -       | | 1          | 1939 |
| Cambaraense (Cambará) *             | -       | | 1          | 1953 |
| Mandaguari (Mandaguari)             | -       | | 1          | 1960 |
| Seleto (Paranaguá) *                | -       | | 1          | 1964 |
| Adap (Campo Mourão)                 | -       | | 1          | 2006 |
| J. Malucelli (Curitiba)             | -       | | 1          | 2009 |
| Toledo (Toledo)                     | -       | | 1          | 2019 |

- Nota: Un * indica que los clubes están extintos.